# Nohoch Nah Chich

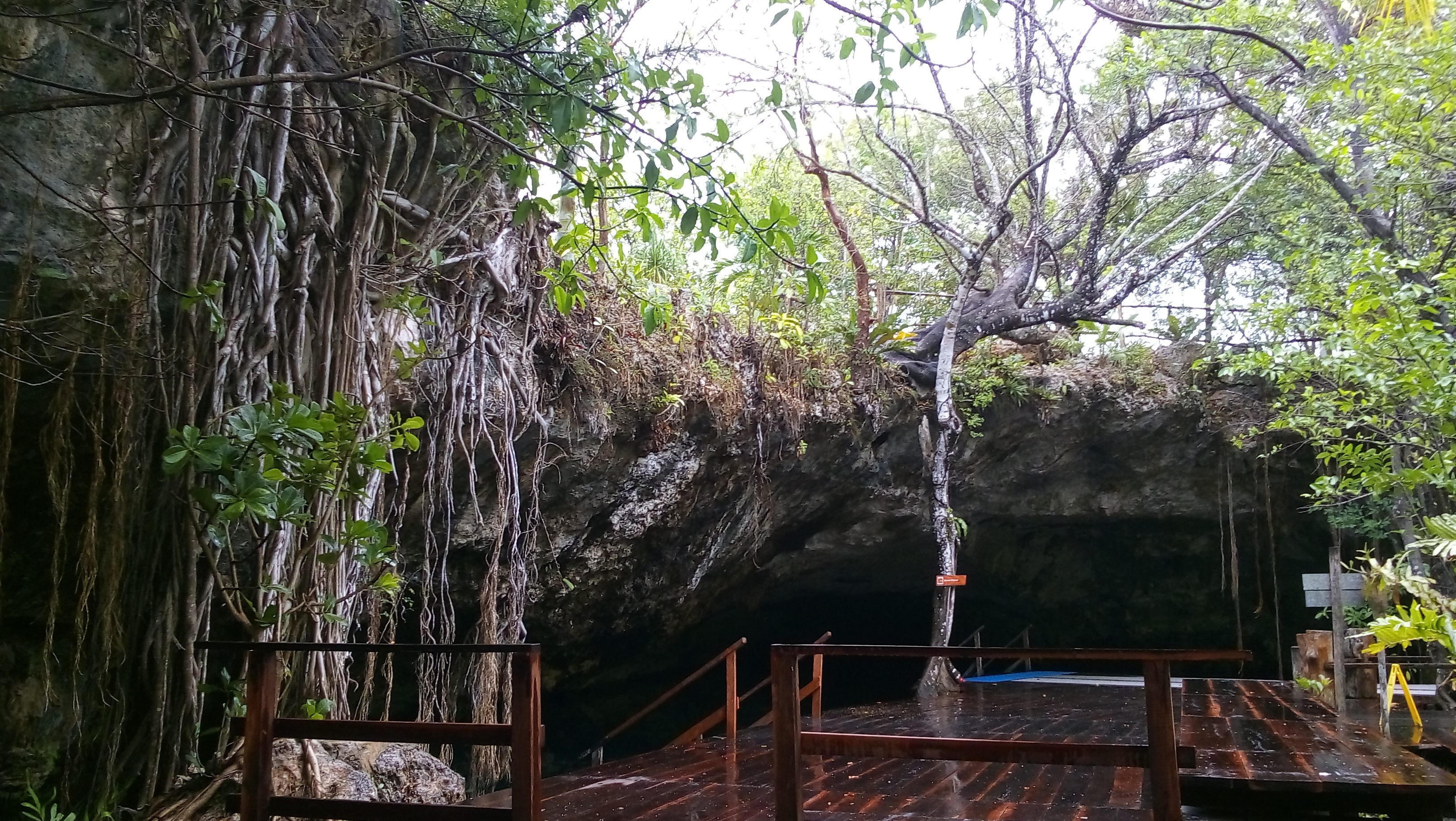
Nohoch Nah Chich (Einstieg)

Nohoch Nah Chich (mayathan für ‚Riesenvogelkäfig‘) ist eine Cenote in Mexiko. Sie liegt nördlich von Tulum. Bis zur Entdeckung des Sistema Ox Bel Ha im Jahr 1996 galt Nohoch Nah Chich mit 61 Kilometer Länge als das größte Unterwasserhöhlensystem der Welt.
Seit im Jahr 2007 die Verbindung von Nohoch Nah Chich mit dem bis dahin zweitlängsten Unterwasserhöhlensystem Sistema Sac Actun gelang, wird Nohoch Nah Chich in selbiges einbezogen und gilt seither als Teil des größten bekannten Unterwasserhöhlensystems. Stand September 2022 wird das Sistema Sac Actun offiziell mit 376 Kilometer Länge angegeben.
Die Cenote liegt 9 Meter über dem Meeresspiegel. Sie hat nur Wassertiefen von etwa 6 bis 9 Meter und kann von Sporttauchern mit ortskundigen Guides betaucht werden. Es handelt sich um Süßwasser.